# Rifugio Città di Carpi
Das Rifugio Città di Carpi ist eine Schutzhütte der Sektion Carpi des Club Alpino Italiano (CAI) in der Cadini-Gruppe in der Provinz Belluno. Die in der Regel von Mitte Juni bis Ende September sowie zum Jahresende geöffnete Hütte verfügt über 32 Schlafplätze sowie einen Winterraum mit 2 Schlafplätzen.

## Lage
Die Hütte liegt in südwestlichen Bereich der Cadini-Gruppe auf einem weiten Wiesensattel, der das Val Longa mit dem Val d’Ansiei verbindet, auf 2110 m s.l.m. im Gemeindegebiet von Auronzo di Cadore. Unmittelbar nördlich liegen mit der Cima Cadin della Neve 2757 m, auch als Cime di Maraia bezeichnet, der Cima Eötvös 2837 m, benannt nach Loránd Eötvös, und der Cima Cadin di San Lucano 2839 m gleich drei der vier höchsten Erhebungen der Cadini-Gruppe. An der Schutzhütte führt der Dolomiten-Höhenweg Nr. 4 vorbei.

## Geschichte
Das Rifugio Città di Carpi wurde von der Sektion Carpi des Club Alpino Italiano zum 25-jährigen Gründungsjubiläum nach einjähriger Bauzeit 1970 eröffnet. Es ist dem Alpini-Hauptmann Manfredo Tarabini Castellani des Alpini-Bataillons Pieve di Cadore, ausgezeichnet mit der Silbernen Tapferkeitsmedaille und 1940 in Griechenland gefallen, gewidmet. Die Hütte wurde 1980 erweitert und mehrmals renoviert.

## Zugänge
- Vom Misurinasee, 1756 m ⊙ auf Forststraße und Weg 120 in 2 ½ Stunden, mit Sessellift 1 Stunde
- Vom Val d’Ansiei – Hotel Cristallo, 1368 m ⊙ auf Weg 112, 120 in 2 ½ Stunden
- Vom Val d’Ansiei – Stabiziane, 1103 m ⊙ auf Weg 120 in 3–3 ½ Stunden
- Vom Val Marzon, 1198 m ⊙ auf Weg 104, 121 in 3 ¼ Stunden

## Übergänge und Nachbarhütten
- Zum Rifugio Col de Varda, 2115 m ⊙ auf Weg 116, 118, 117 (Bonacossaweg) in 2 Stunden
- Zur Fonda-Savio-Hütte, 2367 m ⊙ auf Weg 116, 118, 117 in 2 ½ Stunden
- Zur Auronzohütte, 2320 m ⊙ auf Weg 116, 118, 117 in 3 ¾ Stunden